# Now This Is Music 11
Now This Is Music 11 is een verzamelalbum uit de Now This Is Musicserie, uitgebracht in 1989 met hits van dat moment.
Het was het elfde en laatste deel uit een serie van elf, die van 1984 tot 1989 liep en de Nederlandse tegenhanger was van het Engelse "Now That's What I Call Music".
Waren zijn voorgangers dubbel-lp's, dit album bestond uit één lp en bevatte 16 nummers.
Deze serie werd hierna voortgezet onder de naam "Greatest Hits (that's the difference in music)".
Het album kwam in de albumlijst van de Nederlandse Top 40 binnen op 28 oktober 1989, bereikte de 20e plaats en bleef 9 weken in de lijst.

## Tracklist
Kant A
1. Milli Vanilli - Blame It on the Rain
2. Soul II Soul - Back to Life (However Do You Want Me)
3. Tina Turner  - The Best
4. Paul McCartney - My Brave Face
5. Billy Ocean - Licence to Chill
6. Redhead Kingpin and the F.B.I - Do the Right Thing
7. Kiss AMC - A Bit of...
8. Big Fun - Blame It on the Boogie

Kant B
1. Sydney Youngblood - If Only I Could
2. Queen - Breakthru
3. Stevie Nicks  - Room on Fire
4. Buster Pointdexter - Hot Hot Hot
5. Jason Donovan - Sealed with a Kiss
6. Simple Minds - This Is Your Land
7. Neneh Cherry - Kisses on the Wind
8. Living in a Box - Room in Your Heart